# Isländische Fußballmeisterschaft 1922
Die isländische Fußballmeisterschaft 1922 war die elfte Spielzeit der höchsten isländischen Fußballliga.
Dem damaligen Rekordmeister Fram Reykjavík gelang mit dem Gewinn der achten Meisterschaft die erfolgreiche Titelverteidigung.

## Abschlusstabelle
| Pl. | Verein             | Sp. | S | U | N | Tore    | Quote | Punkte |
| --- | ------------------ | --- | - | - | - | ------- | ----- | ------ |
| 1.  | Fram Reykjavík (M) | 2   | 2 | 0 | 0 | 007:000 | ∞     | 04:0   |
| 2.  | Víkingur Reykjavík | 2   | 0 | 1 | 1 | 001:100 | 1,00  | 01:30  |
| 3.  | KR Reykjavík       | 2   | 0 | 1 | 1 | 001:800 | 0,13  | 01:30  |

| (M) | amtierender isländischer Meister |

### Kreuztabelle
Die Kreuztabelle stellt die Ergebnisse aller Spiele dieser Saison dar. Die Heimmannschaft ist in der ersten Spalte aufgelistet, die Gastmannschaft in der obersten Reihe. Die Ergebnisse sind immer aus Sicht der Heimmannschaft angegeben.
| 1922               | Fram Reykjavík | Víkingur Reykjavík | KR Reykjavík |
| Fram Reykjavík     |                | n/a                | 7:0          |
| Víkingur Reykjavík | –              |                    | 1:1          |
| KR Reykjavík       | –              | –                  |              |

- Víkingur Reykjavík verließ gegen Fram Reykjavík das Spielfeld. Fram wurde daher als Sieger festgelegt, allerdings wurden den beiden Teams – im Gegensatz zur heutigen Praxis – keine Tore zugeschrieben.